# アルベール・マチエ

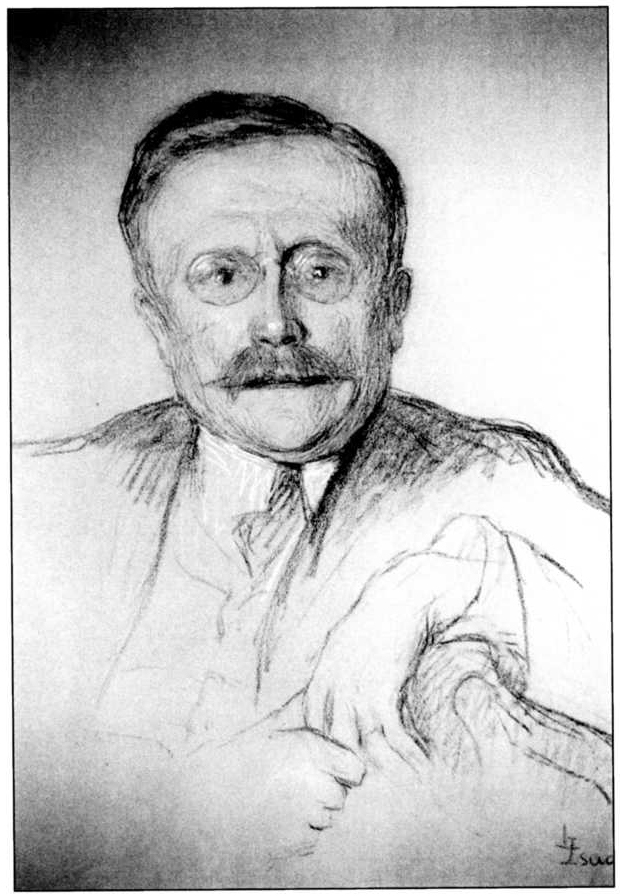
アルベール・マチエ

アルベール・マチエ（Albert Mathiez、1874年1月10日 - 1932年2月26日）は、フランスの歴史学者。

## 生涯
フランシュ・コンテ地方の農家の出身。1897年に高等師範学校卒業して歴史教授資格を取得、師であるアルフォンス・オラールの指導を受けながら各地のリセの教壇に立ち、1911年にブザンソン大学、1919年にディジョン大学の教授を務めた後、1926年にソルボンヌ大学教授となった。
フランス革命の研究をテーマとし、特にロベスピエールを中心とした政治史や革命礼拝制度などの宗教史に関心を持ち、1907年には「ロベスピエール研究協会」を設立し、その機関誌『革命年報』（後に『フランス革命史年報』と改題）にて、ロベスピエール再評価を唱えた。だが、こうした活動がダントンを重要視するオーラルとの対立を招いた。
第一次世界大戦後のインフレーションの経験から、フランス革命期の経済政策と社会運動に関する研究も行った。一連の研究の成果は、『フランス大革命』として集大成される予定であったが、刊行途中の1932年に急死した。しかし、従来からの政治史としてのフランス革命研究に宗教・思想・社会経済の視点を加えた同書は未完ながら高い評価を受けた。

## 日本語訳
- 『フランス大革命』市原豊太・ねずまさし訳（岩波文庫（上中下）、1958 - 1959年、新装復刊 1989年）